# Ted Duncan
Frederick "Ted" Duncan (New York, 18 november 1912 - Miami, 22 augustus 1963) was een Amerikaans autocoureur. 
Hij schreef zich in 1949 en 1950 in voor de Indianapolis 500, maar wist zich geen van beide keren te kwalificeren. De laatste race was ook onderdeel van het Formule 1-kampioenschap. Zijn bijnaam was 'The Flying Splinter'. In 1963 overleed hij op 50-jarige leeftijd aan een hartaanval.

## Trivia
In 1947 werden beelden van Duncan in actie gebruikt in de film Buck Privates Come Home van het duo Abbott en Costello.